# Cholenahalli, Tumkur
Cholenahalli là một làng thuộc tehsil Tumkur, huyện Tumkur, bang Karnataka, Ấn Độ.